# Güstrow (stacja kolejowa)
Güstrow – stacja kolejowa w Güstrow, w kraju związkowym Meklemburgia-Pomorze Przednie, w Niemczech. Znajdują się tu 3 perony.

## Połączenia
Güstrow jest stacją końcową dla linii S2 oraz S3 S-Bahn w Rostocku. Ponadto kursują składy Regional-Express w kierunku Lubeki, Szczecina oraz Elsterwerdy. 
| Linia | Trasa                                                                                          | Takt                                                                        |
| ----- | ---------------------------------------------------------------------------------------------- | --------------------------------------------------------------------------- |
| RE 4  | Lübeck Hbf – Bad Kleinen – Bützow – Güstrow – Neubrandenburg – Pasewalk – Szczecin/Ueckermünde | 60 min pomiędzy Lübeck a Bad Kleinen, 120 min pomiędzy Bad Kleinen a Bützow |
| RE 5  | Rostock Hbf – Güstrow – Neustrelitz – Berlin Hbf – Wünsdorf-Waldstadt – Elsterwerda            | 120 min                                                                     |
| S 2   | Warnemünde – Rostock Hbf – Schwaan – Güstrow                                                   | 60 min                                                                      |
| S 3   | Warnemünde – Rostock Hbf – Laage – Güstrow                                                     | 60 min                                                                      |